# Austregesilio di Bourges
Austregesilio di Bourges (551 circa – 624 circa) è stato vescovo di Bourges, venerato come santo dalla Chiesa cattolica.
Due sue agiografie (Vitae) sono citate all'indice della Bibliotheca hagiographica latina ai numeri BHL 839-840.

## Biografia
Austregisilo, nato a Bourges verso il 551, passò molti anni alla corte del re Gontrano . Divenne monaco ed entrò nella abbazia di Saint-Nizier a Lione, dove divenne abate. Succedette verso il 612 al vescovo Apollinare nella sede di Bourges che governò per dodici anni, durante i quali Sant'Amando, il futuro apostolo del Belgio, si venne a stabilire in una cella appoggiata alla cattedrale di Bourges, per viverci da recluso. Austregisilo partecipò al concilio di Parigi del 614. Morì il 20 maggio del 624.
I villaggi di Saint-Outrille e Saint-Aoustrille sono dedicati al santo.

## Culto
Secondo il Martirologio Romano il giorno dedicato al santo è il 20 maggio:
(Martirologio Romano)
Austregesilio è patrono della città di Bourges. Numerose leggende fiorirono attorno alla sua vita di santo.